# Поточек (Ивано-Франковская область)
Поточе́к (укр. Потічо́к) — село в Снятынской городской общине Коломыйского района Ивано-Франковской области Украины.
Население по переписи 2001 года составляло 1201 человек. Занимает площадь 15,5 км². Почтовый индекс — 78334. Телефонный код — 03476.